# Гергієва Лариса Абісалівна
Лариса Абісалівна Гергієва (ос. Ге́ргиты Абиса́лы ки́згӕ Ла́рисӕ ; 27 лютого 1952, Бєльці, Молдавська РСР, СРСР ) - радянська, українська та російська піаністка та оперна режисерка. Народна артистка Російської Федерації (2011), Народна артистка України (2006).
Художній керівник Північно-Осетинського державного театру опери та балету та «Академії молодих співаків» Маріїнського театру . Сестра Валерія Гергієва, дружина Грайра Ханеданьяна .

## Біографія
Народилася 27 лютого 1952 року у місті Бєльці Молдавської РСР. Закінчила Північно-Осетинське училище мистецтв (м. Орджонікідзе, нині Владикавказ ), фортепіанне відділення (1972). У 1972-1976 роках. навчалася на фортепіанному факультеті Ростовського державного музично-педагогічного інституту . Під час навчання із 1967 року працювала у цих же навчальних закладах концертмейстером.
З 1975 року – педагог зі спеціального фортепіано у Північно-Осетинському училищі мистецтв та концертмейстер Північно-Осетинського музичного театру. У 1977 році стажувалася в Ленінградській державній консерваторії .
З 1987 по 1998 роки - концертмейстер Пермського академічного театру опери та балету ім. П. І. Чайковського . У роки роботи в м. Пермі гастролювала країнами світу ( Велика Британія, Німеччина, Іспанія, Італія, Канада, Португалія, Франція, США тощо), виступаючи і записуючись концертмейстером з Ольгою Бородіною (постійно), а також з Дмитром Хворостовським та іншими видатними співаками. Організувала в Пермі всеросійський та міжнародний (1993 рік) конкурси молодих оперних співаків. Разом з чоловіком Грайром Ханеданьяном та іншими солістами Театру опери та балету багато й охоче концертувала у різних залах м. Пермі — від фойє театру до клубів за місцем проживання. У концертах виступала також із музикознавчими коментарями. Брала участь в організації на пермській сцені двох фестивалів «Грайр Ханеданьян запрошує» (1990, 1992 роки), гостями яких стали визначні представники сучасної оперної сцени.
Як концертмейстер брала участь у багатьох всесоюзних та міжнародних конкурсах, є дипломантом ряду з них (імені Федора Шаляпіна в м. Казані, імені Георга Отса в м. Таллінні, ім. Миколи Римського-Корсакова в м . Санкт- Петербурзі та ін). Відзначена спеціальним призом (як найкращий концертмейстер) на міжнародному конкурсі Бі-Бі-Сі (Велика Британія). Член журі низки конкурсів, організатор та генеральний директор Конкурсу молодих оперних співаків імені Миколи  Римського-Корсакова у м. Санкт-Петербурзі (з 1994 року). Член Міжнародної асоціації експертів з вокалу (з 1994 р. ).
З 1998 року живе та працює у Санкт-Петербурзі, художній керівник «Академії молодих співаків» Маріїнського театру .
Вела цикли авторських передач на радіо " Орфей": "Я - концертмейстер" , "Легендарні співаки Імператорських театрів", "У гостях у Лариси Гергієвої"  .

## Постановки
на сцені Маріїнського театру :
- "Казки Гофмана" (2000, режисер - Марта Домінго);
- "Золотий півник" (2003);
- «Кам'яний гість» (напівсценічне виконання);
- "Снігуронька" (2004);
- « Аріадна на Наксосі » (2004 та 2011);
- «Подорож до Реймсу» (2005);
- «Казка про царя Салтана» (2005);
- "Чарівна флейта", "Фальстаф" (2006);
- «Севільський цирульник» (напівсценічне виконання, 2008);
- "Русалка" (2009);
- "Опера про те, як посварився Іван Іванович з Іваном Никифоровичем" (2009);
- "Одруження" (2009);
- "Важка" (2009);
- «Шпонька та його тітонька» (2009);
- "Коляска" (2009);
- «Травнева ніч» (2009);
- «Дон Кіхот» (2010, концертне виконання за участю Ферруччо Фурланетто);
- «Станційний доглядач» (2011);
- "Моя прекрасна леді" (2012).

на сцені Північно-Осетинського театру опери та балету :
- Балет «Лускунчик» Чайковського
- Опери «Іоланта» Чайковського
- «Кармен» Бізе
- "Мауглі" ("Син людський") О. Лубченко (2006)
- «Трубадур» Верді (2011)
- «Агріпіна» Генделя (2012)

## Нагороди та звання
- Народна артистка України (19 серпня 2006 року ) - за вагомий особистий внесок у розвиток міжнародного співробітництва, зміцнення авторитету та позитивного іміджу України у світі, популяризацію її історичних та сучасних досягнень [1]
- Народна артистка Російської Федерації ( 21 березня 2011 року ) - за великі заслуги в галузі кінематографічного, музичного, театрального та хореографічного мистецтва [2]
- Заслужена артистка Російської Федерації ( 30 травня 1995 року ) - за заслуги в галузі мистецтва [3]
- Орден Дружби ( 26 червня 2013 року, Південна Осетія ) — за великий особистий внесок у розвиток дружніх відносин між народами, заслуги у розвитку світової та національної музичної класики [4]
- Медаль «На славу Осетії»
- Нагрудний знак РФ «За внесок у російську культуру» (2018, Міністерство культури Російської Федерації ) [5]
- Орден святої Анни (УПЦ)
- Приз міжнародного конкурсу Бі-Бі-Сі (Велика Британія)
- Лауреатка міжнародних конкурсів